# Courtrai Spurs
Les Kortrijk Spurs (House of Talents Spurs pour des raisons de sponsoring) ou Courtrai Spurs en français, sont un club belge de basket-ball basé à Courtrai. Fondé en 2019 sous le matricule 1218, le club évolue en BNXT League depuis 2023 et dispute ses matchs à domicile au Sportcampus Langue Munte (nl).

## Historique
Le club est fondé en 2019 à la suite de la fusion du Koniklijke Basketteam Kortrijk et du Basketbalclub Kortrijk Sport.
En été 2022 Christophe Beghin est nommé entraîneur.
Le 14 mai 2023 le club devient champion de deuxième division. En juin 2023 le club reçoit sa licence pour disputer la BNXT League. 
Le 3 février 2024 le club décide de se séparer de Christophe Beghin. Il remplacé par son assistant Jeffrey Nolmans.
Le 16 mars 2024 Johan Roijakkers (nl) est annoncé comme nouvel entraîneur principal pour la saison 2024-2025.

## Palmarès
BNXT League
- Vice-champion : 2025

Championnat de Belgique de D2
- Champion : 2023
- Vice-champion : 2022

## Joueurs et personnalités du club

### Entraineurs successifs
- 2022-2024 :  Christophe Beghin
- 2024-0000 :  Jeffrey Nolmans (nl) (intérim)
- 2024-0000 :  Johan Roijakkers (en)